# Parè
Parè là một đô thị ở tỉnh Como trong vùng Lombardia, có cự ly khoảng 40 km về phía tây bắc của Milano và khoảng 6 km về phía tây của Como, ở biên giới với Thụy Sĩ. Tại thời điểm ngày 31 tháng 12 năm 2007, đô thị này có dân số 1.784 người và diện tích là 2,2 km².
Parè giáp các đô thị: Cavallasca, Chiasso (Thụy Sĩ), Drezzo, Faloppio, Gironico, Olgiate Comasco.